# Red Canzian
Red Canzian, pseudonimo di Bruno Canzian (Quinto di Treviso, 30 novembre 1951), è un compositore, cantautore, polistrumentista e produttore discografico italiano.
È conosciuto principalmente per essere il bassista e una delle voci dei Pooh.

## Biografia
Bruno Canzian nasce il 30 novembre 1951 a Quinto di Treviso da Giovanni Canzian e Caterina Schiavinato, in una villa nobiliare in cui la sua famiglia, economicamente non agiata, viveva insieme ad altre. Trascorre l'infanzia a Quinto e l'adolescenza a Treviso.
Comincia a suonare la chitarra in piena epoca beat e nella seconda metà degli anni sessanta partecipa ad alcuni concorsi in Veneto, quando approda nel gruppo musicale dei Prototipi, formato da alcuni amici d'infanzia che lo convincono ad entrare nella band dopo averlo sentito cantare. Il complesso si guadagna da vivere, per una stagione estiva, nei locali della Riviera; al ritorno a Treviso il produttore Pino Massara decide di cambiare il nome del gruppo musicale in Capsicum Red.
Con il gruppo trevigiano Red pubblica un LP progressive intitolato Appunti per un'idea fissa, uscito nel 1972 per la casa discografica Bla Bla (la stessa del primo Franco Battiato sperimentale). L'anno precedente i Capsicum Red avevano pubblicato due 45 giri (Ocean e Tarzan) e partecipato al Festivalbar 1971; una delle loro canzoni (Ocean) era stata scelta come sigla del programma televisivo della Rai ...e ti dirò chi sei, condotto da Enza Sampò. È proprio durante il Festivalbar che avviene il primo incontro fra i Pooh e Red, che rimangono ore a parlare di musica.
Successivamente, a causa del servizio di leva, alcuni componenti del gruppo sono costretti a lasciare e il gruppo dei Capsicum Red si scioglie. Red milita per un breve periodo negli Osage Tribe, dopodiché partecipa al provino per entrare a far parte dei Pooh.

### Nei Pooh

#### Anni settanta
Il 15 febbraio 1973 viene convocato dai Pooh, che stanno cercando un bassista per sostituire Riccardo Fogli e hanno già visionato più di trecento musicisti. Il provino avviene nella lavanderia di un albergo di Roncobilaccio in cui c'era una parete con tantissimi rotoli di carta igienica e proprio per questo di buona acustica. Red si presenta senza basso, tuttavia c'è un Fender bianco lasciato da Fogli: pur non avendo mai suonato il basso, Red dimostra di possedere talento e da quel giorno entra a far parte dei Pooh. Tre settimane più tardi avviene il cambio con Riccardo e, dopo un po' di prove a Roncobilaccio e un paio di concerti al Sud, debutta con una tournée negli Stati Uniti, coi pezzi in scaletta imparati a furia di sentire le cassette del gruppo. Al ritorno dagli USA, viene ufficialmente ammesso nel gruppo.
Il ritorno in Italia porta i Pooh nuovamente in sala d'incisione per Parsifal. Al giovane debuttante Red vengono affidate le parti vocali di Come si fa, Solo cari ricordi, la prima e l'ultima strofa di L'anno, il posto, l'ora. Successivamente interpreta Eleonora mia madre (con Roby) e Il tempo, una donna, la città (con Roby e Dodi) dal disco Un po' del nostro tempo migliore, mentre a causa dei dissapori con Giancarlo Lucariello si ritrova a non cantare neanche un brano di Forse ancora poesia.
Nel 1977 produce, suona il basso e scrive alcuni pezzi per il duo Genova & Steffan, il gruppo nel quale milita un suo ex compagno dei Capsicum Red. Red non partecipa alla lavorazione dei due singoli dei Mediterraneo System di Valerio Negrini. Il suo ruolo di autore delle musiche prende il via con Il suo tempo e noi del 1977, in seguito porta a Facchinetti la bozza su cui lavorare de Il ragazzo del cielo, una suite rock-progressive che parla del primo volo trans-oceanico di Lindbergh, inclusa nel disco Boomerang del 1978.

#### Anni ottanta

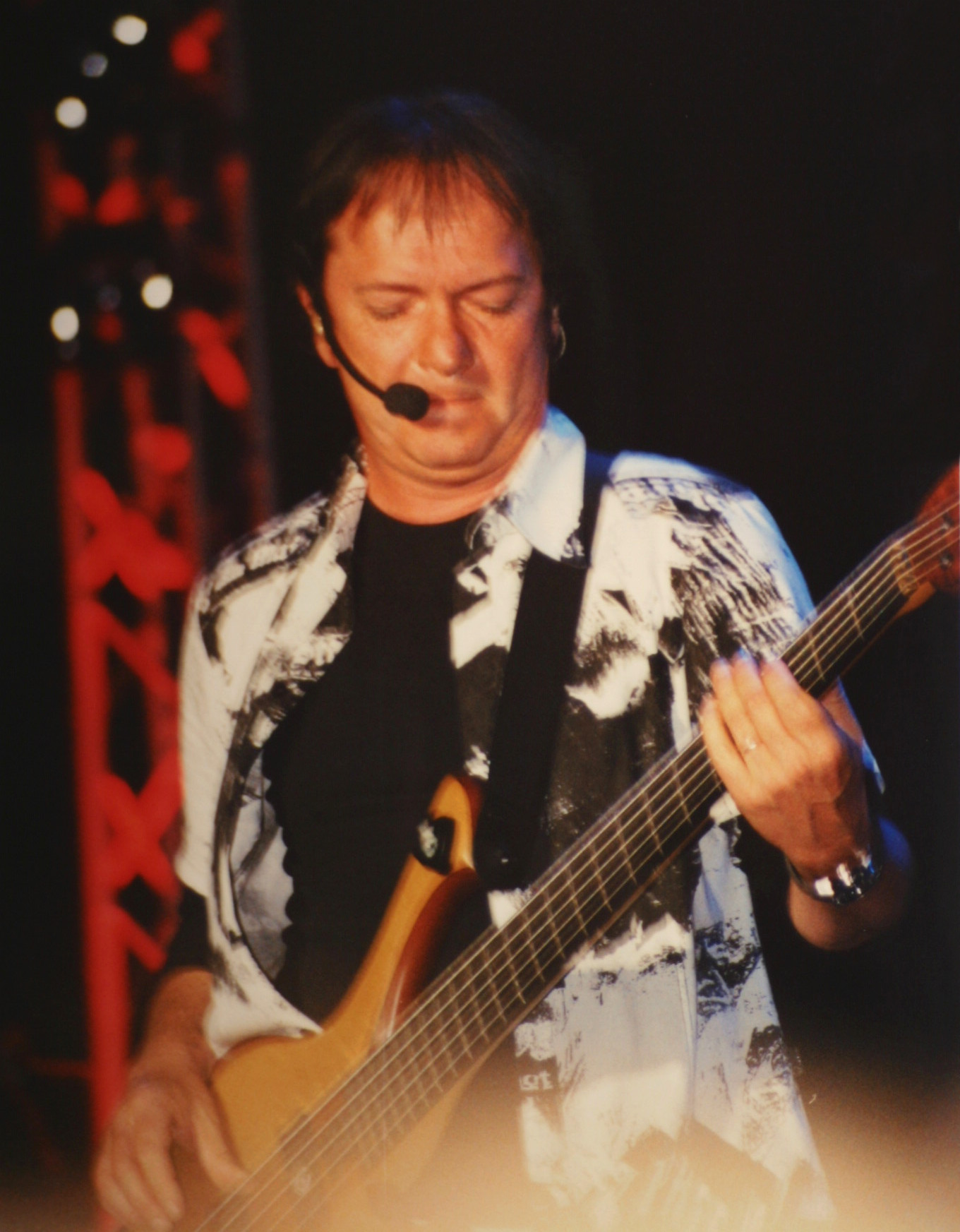
Red Canzian durante un concerto nel 2004

Ne segue un filone che porta Canzian a scrivere almeno un brano per album e vedono la luce Susanna e basta (1979), cantata però da Dodi e Roby, Gatto di strada (1980), Replay (1981), Colazione a New York (1983), Lettera da Berlino Est (1983), Stella del sud (1984), Amore e dintorni (1986). Nel 1986 incide il suo primo LP da solista, intitolato Io e Red e nel quale partecipano come autori grandi artisti come Paolo Conte, Enrico Ruggeri e Roberto Vecchioni.
In questo LP compaiono come ospiti anche gli altri Pooh, che suonano in alcuni brani o scrivono i testi di alcune canzoni: il batterista Stefano D'Orazio in Canzoni per mestiere e Valerio Negrini in Noi quelli veri, Frontiere. Nel brano Con gli occhi chiusi si invertono i ruoli: Marco Tansini firma le musiche e Red scrive il testo. Indimenticabile Capita a volte che poi ci si trovi soli, scritta insieme ad Enrico Ruggeri e cantata come solista da Red. Le cantanti femminili che duettano con Red nel disco sono Loredana Bertè in Tu no, Betty Vittori in Con gli occhi chiusi e la compagna di Red nella vita, Delia Gualtiero, in Noi quelli veri. Nel 1986 Red scrive anche il brano Rosso Natale inserito in una raccolta di artisti vari pubblicata a scopo benefico. Il singolo Sogno messicano viene scelto dalla RAI come sigla dei Mondiali di calcio del 1986. Sul finire degli anni ottanta compone alcune delle hit più sensuali del gruppo: Città di donne (1987), Ti dirò e Linea calda, entrambe del 1988.

#### Anni novanta
Il ruolo di Red nei Pooh prende sempre più spazio e lo porta a firmare negli anni novanta alcuni dei brani più importanti della discografia del gruppo, scritti in coppia col fedele D'Orazio. E nasce il filone denominato "le canzoni di Canzian" dedicato alla compagna Bea, che nel frattempo ha preso il posto di Delia Gualtiero nel cuore di Red: Stare senza di te (1992), Tu dove sei (1994), Cercando di te (1996), Io ti aspetterò (1999).

#### Anni 2000
Nel 2000 col brano Stai con me per la prima volta un singolo destinato al commercio è scritto da Red; in precedenza, esclusa Canterò per te di Dodi Battaglia incisa nel 1980, i singoli erano sempre stati scelti fra i brani di Roby Facchinetti. A Stai con me seguono Portami via (2001), Capita quando capita (2004) e Il cielo non finisce mai (2006).

#### Anni 2010
Nel 2010 Red ha presentato la Fondazione Q, che si occupa di giovani musicisti, producendo senza fini di lucro il loro primo progetto discografico. Di questa fondazione, di cui Red è il direttore, fanno parte Elvio Chiatellino e Marina Quadro e ha come obiettivo di "dare un vestito a un cantante che entra nudo" grazie a un team di esperti che aiutano i giovani artisti prescelti a realizzare il proprio lavoro a 360 gradi, dall'aspetto prettamente musicale a quello psicologico dello stare sul palco. La Fondazione, inoltre, ha precisato Canzian "non è contro i talent show, ma va loro in aiuto, occupandosi di certi aspetti che vengono a volte lasciati fuori".
Esce nelle librerie il 24 aprile 2012 Ho visto sessanta volte fiorire il calicanto, autobiografia in cui Red si racconta per la prima volta parlando di sé, della sua infanzia tra Quinto di Treviso e Treviso, del suo mestiere di musicista, della sua famiglia, delle sue passioni, della sua scelta vegana e dei suoi sogni.
Il 30 settembre 2014 esce il suo secondo album da solista, dal titolo L'istinto e le stelle. Il progetto comprende un cd con 12 brani inediti, un DVD contenente un docufilm sulla lavorazione dell'album girato tra Milano, la Val Badia e Villa Corner della Regina, presso Treviso, e un booklet di ben 72 pagine. L'album è anticipato dai singoli Corro verso te e Ogni giorno è un altro giorno che ti amo.

## Oltre i Pooh

### Dal 2018 ai giorni nostri

Red Canzian riceve il Leone d'Oro alla carriera 2023 dal Gran Premio Internazionale di Venezia

Durante gli anni di pausa del gruppo, Red Canzian ha partecipato per la prima volta da solista al Festival di Sanremo 2018 con il brano Ognuno ha il suo racconto, piazzandosi in finale al 15º posto. In quel Festival hanno preso parte anche gli ex compagni Roby Facchinetti e Riccardo Fogli con la canzone Il segreto del tempo, classificandosi diciottesimi. Ognuno ha il suo racconto anticipa il nuovo album intitolato Testimone del tempo, uscito il 16 febbraio 2018 e anche il tour omonimo che ha avuto inizio il 2 maggio 2018 a Cascina.
Dall'8 giugno 2018 è giurato e coach nel programma Ora o mai più su Rai 1, condotto da Amadeus. Nella prima edizione ha come allievo il cantante Marco Armani, mentre nella seconda l'ex componente dei Gazosa, Jessica Morlacchi.
Il 31 luglio debutta con Red in Blue, uno spettacolo nel quale racconta la sua vita attraverso le canzoni, accompagnato dall'Istituzione Sinfonica Abruzzese diretta dal M° Stefano Fonzi e dal trio ritmico composto da Phil Mer alla batteria, Andrea Lombardini al basso, Daniel Bestonzo al pianoforte.
Partecipa alla registrazione del concept album Hotel Disamore, di Miki Porru, pubblicato il 1º febbraio 2019 insieme a Isbella D'emery, Delia Gualtiero, Arianna Cleri, Monia Russo, Paul Manners, Tony Suriano, Paolo Schianchi, Giancarlo Gianise, Alvaro D'apollonio, per il quale disegna la piantina all'interno del booklet, interpreta le canzoni Prima o poi (insieme allo stesso Miki Porru e agli altri ospiti), e Due parole (interamente, con Miki Porru che fa due brevi cori)
Il 31 luglio 2019 si esibisce in un grande concerto a Marzano di Nola seguito da migliaia di persone.
Nel 2022 andrà in scena lo spettacolo Casanova Operapop, dedicato alla Venezia del '700, tratto dal romanzo Giacomo Casanova - La sonata dei cuori infranti di Matteo Strukul.
Vince la seconda edizione del programma televisivo Il cantante mascherato del 2021, come personaggio del Pappagallo.

## Vita privata
In passato ha avuto storie d'amore con Marcella Bella nel 1973, con Patty Pravo nel 1976, con Loredana Bertè nel 1977, con Mia Martini e con Serena Grandi.
Il 29 giugno 1986 ha sposato la cantante Delia Gualtiero, sua compagna dal 1980 e da cui si è separato nel 1992. Red è stato produttore dei suoi quattro dischi. Da questa relazione è nata nel 1989 la sua unica figlia, Chiara, che ha seguito le orme dei genitori nella musica, pubblicando due album.
Dal 9 luglio 2000 è sposato con Beatrice "Bea" Niederwieser, già madre del batterista Philipp Mersa, in arte Phil Mer. Quest'ultimo lavora principalmente come turnista e ha collaborato, tra gli altri, con i Pooh e la sorellastra.
Nel 1998 Red ha inciso il singolo Il calcio del sorriso, inno della squadra di calcio del Treviso, in collaborazione con Phil e Chiara.
Red ha acquistato gli studi di registrazione di Carimate nei quali i Pooh incidevano i dischi, trasformandoli nei Morning Studios.
Nel 1992, complice un libro sui bonsai comperato in autogrill, diventa un appassionato di questo settore e decide di pubblicare un manuale sulla coltivazione dei bonsai. Nel 1997 invece raccoglie le sue esperienze personali e le sue conoscenze sui fiori spontanei in un altro libro.
Vive dal 1986 in una villa sulle sponde del fiume Sile a Sant'Elena di Silea (TV), sulle cui sponde Canzian è nato e cresciuto. Dopo essere stato vegetariano per 13 anni, dal 2009 è diventato vegano per motivi etici.

## Discografia
- Io e Red (1986) (CGD 20498)
- L'istinto e le stelle (2014)
- Testimone del tempo (2018)
- Casanova Opera Pop (2022)

Si ricordano inoltre i seguenti brani:
- Rosso Natale (1986). Brano composto da Red Canzian, incluso nella raccolta E le stelle stanno a cantare (CGD COM 20561).
- Il calcio del sorriso (1998). (cd singolo Blunotte BSCD 1020). Brano composto da Red Canzian e Miki Porru. Registrato con i figli Philipp e Chiara Canzian, inno della squadra di calcio del Treviso. L'inno è stato presentato ufficialmente domenica 22 novembre 1998 allo stadio Omobono Tenni, in occasione della partita Treviso-Lucchese, undicesima giornata del campionato di Serie B.
- Anima Bianco Verde (2007) (cd singolo Blunotte	009) è l'inno ufficiale della Benetton Rugby Treviso, composto da Red per le musiche e Stefano D'Orazio per il testo.

## Filmografia
- Sile, oasi d’acque e di sapori - (2018) - regia di William Carrer
- Si muore solo da vivi, regia di Alberto Rizzi (2020)
- Fratelli Caputo, regia di Alessio Inturri - miniserie TV (2020-2021)
- Il cantante mascherato - (2021) come concorrente e vincitore

## Altri impegni

### Produttore
Ha prodotto tre dischi dell'ex moglie Delia Gualtiero e gli album di Giovanni Danieli, Miki Porru, Marco Armani e Lipstick. Inoltre nel maggio del 2014 esce una compilation prodotta da Red Canzian con le migliori Tribute Band dei Pooh. Il progetto si chiama Pooh Tribute Band Project ed è un doppio cd con le 25 migliori tribute band dei Pooh selezionate direttamente da Red Canzian. A seguito di questa iniziativa, le tribute band facenti parti della compilation, hanno ricevuto formalmente l'investitura di tribute band ufficiali dei Pooh con tanto di consegna di un logo specifico e linee guida per un corretto utilizzo.

### Red Canzian e la natura
È un grande amante della natura, un grande coltivatore di "bonsai" (ha un'azienda agricola) e questa sua passione si trova nei libri che ha pubblicato: "Magia dell'albero" (1992), "Storie di vita e di fiori" (1996), "Magia dell'albero" (2007), "I bonsai - La natura in miniatura", "Un albero per la vita" e "Bonsai".

### Red Canzian e la pittura
Dipinge da sempre: disegna con la mano sinistra, anche se scrive con la destra. La sua vena artistica ha attraversato due fasi: negli anni settanta ha dipinto opere naif ispirato dai pittori slavi; oggi è un postimpressionista fine '800 e fra le sue influenze indica Giuseppe Ciardi, che ha vissuto a Quinto di Treviso e del quale ha studiato a fondo la tecnica dei colori. In tutti i quadri di Red c'è l'acqua, un elemento naturale per chi come lui è nato e abita in riva al Sile.

### Red Canzian e l'alimentazione
Vegetariano dal 1996 e vegano dal 2009 per motivi etici e salutistici, è uno dei sostenitori italiani di People for the Ethical Treatment of Animals, ed ha realizzato per l'organizzazione il video "Pareti di vetro", versione italiana di un progetto cominciato da Paul McCartney, amico e collega di Red. Con la figlia Chiara, Red ha scritto il libro di cucina "Sano Vegano Italiano", promosso tramite un tour gastronomico con menù interamente vegani in molti ristoranti della penisola.

## Strumentazione
È stato uno dei primi musicisti italiani ad utilizzare il basso fretless, dopo aver osservato Jaco Pastorius, pioniere dell'uso di tale tipologia di strumento, durante i concerti al Bottom Line di New York. Nel 1978 ha fatto il primo assolo con un basso senza tasti della discografia pop italiana, nel brano ‘Ci penserò domani’: il brano fu registrato con un Dynacord, rubato in studio poco dopo l'incisione, così Red prese il suo basso Gibson Grabber e con un cacciavite rimosse tutti i tasti, poi con l'aiuto di un amico liutaio riempì gli spazi vuoti con della cera fino a ottenere un suono del tutto simile a un classico basso fretless. Qualche anno più tardi, assieme a Pier Luigi Cazzola della Laurus, ha costruito un basso a 5 corde (in fibra di carbonio) molto particolare. Le 3 corde superiori (Si, Mi e La) hanno i tasti fino all'ottava posizione, mentre le altre (Re e Sol) sono senza tasti per tutta la tastiera. L'operazione è stata svolta per rispondere alla sua esigenza di suonare pezzi solistici e di accompagnamento col suono tipico dei bassi privi di tasti.
Oltre ai modelli Laurus a cinque corde, fretless e non, Canzian suona prevalentemente bassi a quattro corde tradizionali. Tra i modelli più utilizzati ci sono il Rickenbacker 4001, il Fender Jazz Bass, il Fender Precision Bass e il Music Man Stingray. Nell'esecuzione dei brani dei Pooh del periodo beat (come Piccola Katy e Vieni fuori) ha invece suonato spesso un Höfner "a violino", noto principalmente come "Beatle Bass", in quanto il prestigioso strumento è tuttora uno dei modelli più utilizzati da Paul McCartney. Possiede anche diversi e prestigiosi strumenti di liuteria artigianale (tra cui un Luca Orati Signature Jazz Bass) e altri modelli B.C. Rich, Armas e Danelectro (di cui possiede un particolare, e usatissimo nei primi anni '70, basso a doppio manico) oltre al già citato Grabber, in passato basso di punta di Gibson e a un ES-335 Bass.
Suona anche la chitarra (acustica o elettrica), il flauto dolce e il pianoforte. È anche un abile contrabbassista, violinista e violoncellista. Sponsorizza la Mark Bass, nota azienda del settore dell'amplificazione.

## Riconoscimenti e premi
Di seguito risultati discografici e riconoscimenti conseguiti durante la permanenza nei Pooh:
- 30 album inediti
- 5 album live
- 14 Telegatti
- 15 dischi d'oro
- 46 dischi di platino
- 350 canzoni incise
- Oltre 100 milioni di dischi venduti
- 3.500 concerti, pari a oltre 7.000 ore di musica
- Primo film "special televisivo" – Un po' del nostro tempo migliore (1975)
- Primo italiano ad usare la tecnologia laser nei concerti live (1978)
- Primo videoclip in Italia per Io sono vivo (1979)
- Primi ad usare il supporto CD per i loro album Tropico del nord (1983)
- Primo laser disk con Aloha (1984)
- Statua di cera nel Museo delle Cere di Roma (1986)
- Ambasciatore del WWF dal 1987
- Primo video in alta definizione in Italia con Uomini soli (1990)
- Tre concerti presso la Sala Nervi del Vaticano per il Papa (1994 – 2000 – 2002)
- Ranger onorario d'Europa (1998)
- 2023 - Premio Flaiano per il teatro, migliore musical Casanova OperaPop[16]
- Leone d'Oro alla Carriera al Gran Premio Internazionale di Venezia 2023[17].

Oltre a questi riconoscimenti, Red Canzian ha anche ricevuto alcuni premi per la sua partecipazione al Festival di Sanremo 2018 e conseguente tour, tra cui il "Fiorino delle Arti"

## Opere
- Magia dell'albero, Fabbri Editore, 1992.
- Storie di vita e di fiori, Mondadori, 1997.
- Ho visto sessanta volte fiorire il calicanto. La mia vita, i miei sogni, Rizzoli, 2012.
- Sano vegano italiano (con Chiara Canzian), Rizzoli, 2017.
- Centoparole per raccontare una vita, Sperling & Kupfer, 2024.